# Imai

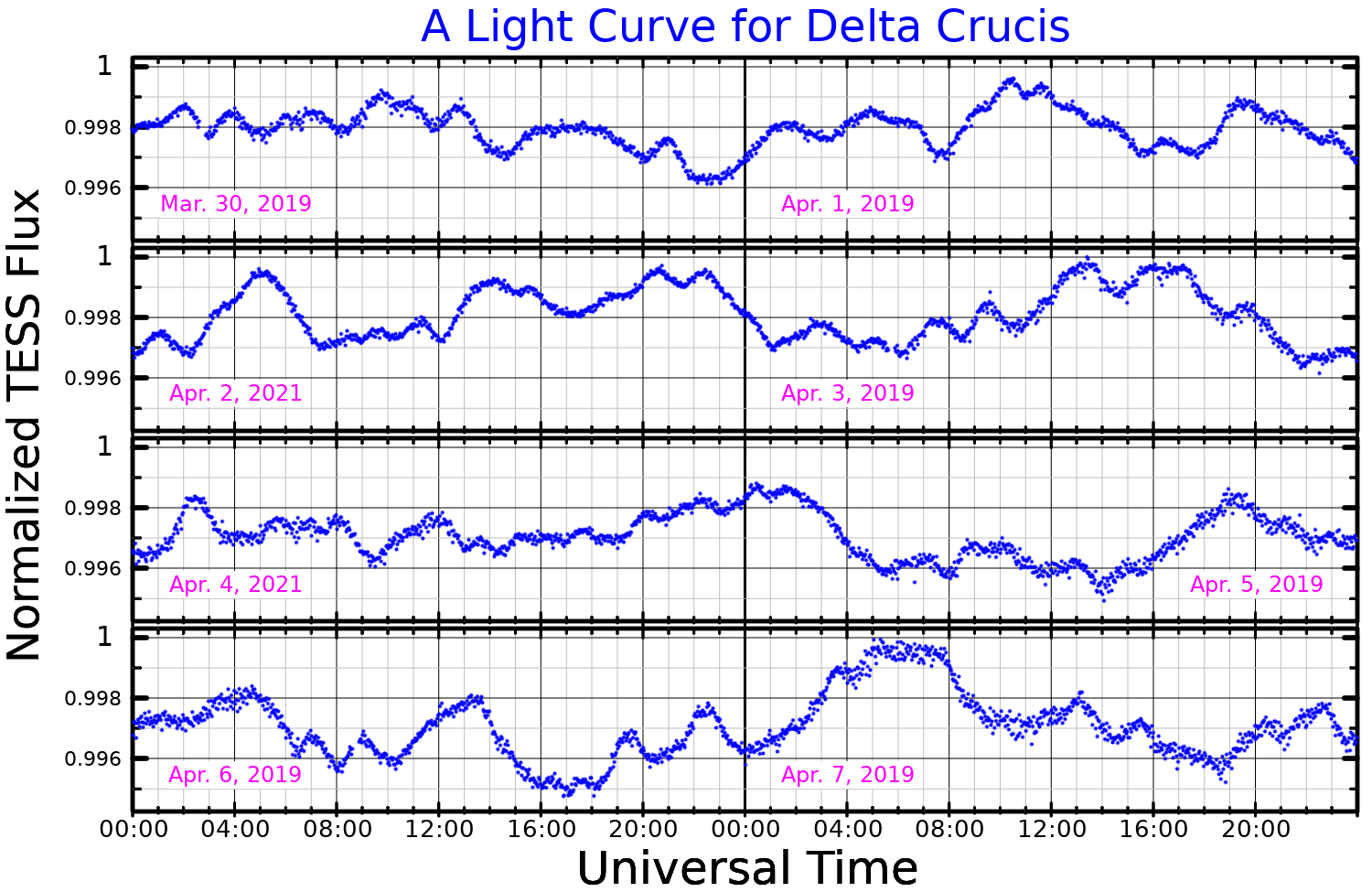
Curva de luz de Delta Crucis

Imai, Delta Crucis (δ Cru / HD 106490), es la cuarta estrella más brillante en la constelación de la Cruz del Sur con magnitud aparente +2,77. La IAU aprobó el nombre "Imai" para esta estrella el 10 de agosto de 2018.
Imai es una estrella blanco-azulada de tipo espectral B2IV con una temperatura de 22 550 K. Su luminosidad, incluida la radiación emitida en el ultravioleta, es 5600 veces mayor que la del Sol. Tiene una masa 8,5 veces mayor que la masa solar y una edad inferior a 30 millones de años. Aunque por su espectro está clasificada como una estrella subgigante —implicando que recientemente ha finalizado la fusión de hidrógeno—, su temperatura y luminosidad indican que sólo está en la mitad de su etapa de combustión de hidrógeno, sin que se sepa la causa de esta anomalía.
Su tipo espectral y la distancia —unos 360 años luz— son similares a los de Acrux (α Crucis) y Becrux (β Crucis), y se piensa que las tres estrellas tienen un origen común aunque no estén gravitacionalmente unidas. Al igual que Becrux, es una estrella variable del tipo Beta Cephei, con un pequeño cambio en su luminosidad con un período de 3,7 horas.
Imai figura en la bandera nacional de Brasil, en la que representa al estado de Minas Gerais.